# Muhammad Ali vs. Leon Spinks II
Il secondo incontro di pugilato Muhammad Ali vs. Leon Spinks si disputò il 15 settembre 1978 presso il Superdome di New Orleans, Louisiana. Il match era valido per i titoli WBA, The Ring e Lineare dei pesi massimi. L'incontro fu vinto da Ali ai punti al quindicesimo round con verdetto unanime.

## Contesto
Dopo la sua sorprendente vittoria su Muhammad Ali che gli aveva fruttato il titolo di campione mondiale dei pesi massimi, Leon Spinks venne privato del titolo WBC per non averlo difeso contro il primo sfidante Ken Norton; preferendo accordarsi per il rematch con Ali, più lucroso dal lato economico. Per la rivincita Ali era dato favorito 2½ a 1.

## L'incontro
A proposito del match, Pat Putnam di Sports Illustrated scrisse: "Il piano era semplice. Ali avrebbe tirato jab su jab, poi avrebbe sferrato un destro e afferrato l'avversario. Quando Spinks arrivava dimenandosi, Ali agganciava la sua mano sinistra intorno alla nuca di Spinks e lo tirava in un abbraccio, limitando efficacemente Spinks a uno o due pugni o facendogli perdere l'equilibrio. E Ali ballava, gente, ballava. Avrebbe legato Spinks e poi avrebbe ballato lontano da lui in contropiede, girando a destra, a sinistra. E la lotta è andata come previsto". Spinks fu nettamente battuto ai punti da Alì, che conquistò così l'ultimo titolo mondiale della carriera. L'incontro fu infatti a senso unico; il vecchio campione prevalse con un verdetto unanime di 10-4, 10-4 e 11-4, sovrastando tecnicamente il più giovane avversario.

### Arbitro e giudici
- Arbitro: Lucien Joubert
- Giudice: Herman Preis
- Giudice: Ernie Cojoe

## Conseguenze
(Leon Spinks, due settimane dopo il match)
Ali riconquistò il titolo WBA dei pesi massimi e vendicò la sconfitta ai punti patita contro Spinks sette mesi prima. Inoltre egli divenne il primo pugile a conquistare per tre volte il titolo mondiale dei massimi.
Nel giugno 1979 Ali inviò una lettera ufficiale alla WBA annunciando il proprio ritiro dal ring. Il promoter Bob Arum disse di aver pagato $300,000 ad Ali per fargli annunciare il ritiro perché la riluttanza di Ali aveva ritardato la programmazione di un combattimento tra John Tate e Gerrie Coetzee per il titolo vacante WBA. «Sapevamo che Muhammad Ali si sarebbe ritirato», disse Arum, «ma finché ha ritardato, non ho potuto fare piani definitivi». Tuttavia, nell'ottobre 1980 Ali tornò ad affrontare il campione WBC Larry Holmes ma fu sconfitto per KO tecnico al decimo round. Si ritirò definitivamente dopo una sconfitta poco brillante contro Trevor Berbick nel dicembre 1981, rendendo così questo match l'ultimo della carriera di Ali.